# Mary Earps
Mary Alexandra Earps, född 7 mars 1993, är en engelsk fotbollsmålvakt som spelar för Paris Saint-Germain.

## Klubbkarriär
I juli 2019 värvades Earps av Manchester United. I februari 2021 förlängde hon sitt kontrakt i klubben till juni 2023 med option på ytterligare ett år.
Den 1 juli 2024 värvades Earps av franska Paris Saint-Germain, där hon skrev på ett tvåårskontrakt.

## Landslagskarriär
Earps har varit en del av Englands trupp vid VM 2019 och EM 2022.

## Meriter
VfL Wolfsburg
- Tysk mästare: 2018/2019
- Tysk cupvinnare: 2018/2019

 Manchester United
- Engelsk cupvinnare: 2023/2024